# Richard Curtis
Richard Whalley Anthony Curtis, född 8 november 1956 i Wellington, Nya Zeeland, är en brittisk manusförfattare, filmproducent och filmregissör. Curtis är främst känd dels för sitt samarbete med Rowan Atkinson, med vilken han 1989 skapade den komiska rollfiguren Mr. Bean, och dels som upphovsman till många mycket populära brittiska romantiska komedifilmer under 1990-talet, flertalet med Hugh Grant i någon roll.

## Filmografi i urval
| År        | Titel                             | Roll              | Roll     | Roll      | Kommentar                                        |
| År        | Titel                             | Manus- författare | Regissör | Producent | Kommentar                                        |
| --------- | --------------------------------- | ----------------- | -------- | --------- | ------------------------------------------------ |
| 1982–1989 | Svarte orm                        | Ja                | Nej      | Nej       | Fyra säsonger                                    |
| 1990–1992 | Mr. Bean                          | Ja                | Nej      | Nej       | Skapare och manusförfattare                      |
| 1994–2007 | Ett herrans liv                   | Ja                | Nej      | Ja        | Manus: 24 avsnitt Exekutiv producent: 20 avsnitt |
| 1994      | Fyra bröllop och en begravning    | Ja                | Nej      | Ja        | Exekutiv medproducent                            |
| 1997      | Bean – den totala katastroffilmen | Ja                | Nej      | Ja        | Exekutiv producent                               |
| 1999      | Notting Hill                      | Ja                | Nej      | Ja        | Exekutiv producent                               |
| 2001      | Bridget Jones dagbok              | Ja                | Nej      | Nej       |                                                  |
| 2002      | Love Actually                     | Ja                | Ja       | Nej       |                                                  |
| 2004      | På spaning med Bridget Jones      | Ja                | Nej      | Nej       |                                                  |
| 2006      | Sixty Six                         | Nej               | Nej      | Ja        | Exekutiv producent                               |
| 2007      | Mr. Beans semester                | Ja                | Nej      | Ja        | Exekutiv producent                               |
| 2009      | The Boat That Rocked              | Ja                | Ja       | Ja        | Exekutiv producent                               |
| 2011      | War Horse                         | Ja                | Nej      | Nej       |                                                  |
| 2013      | Mary and Martha                   | Ja                | Nej      | Nej       | TV-film                                          |
| 2013      | About Time                        | Ja                | Ja       | Ja        | Exekutiv producent                               |
| 2014      | Trash                             | Ja                | Nej      | Nej       |                                                  |
| 2015      | Mr. Hoppys hemlighet              | Ja                | Nej      | Ja        | Exekutiv producent                               |
| 2018      | Mamma Mia! Here We Go Again       | Ja                | Nej      | Nej       | Synopsis                                         |
| 2019      | Yesterday                         | Ja                | Nej      | Ja        |                                                  |